# Dave Bancroft
David James „Dave“ Bancroft (* 20. April 1891 in Sioux City, Iowa; † 9. Oktober 1972 in Superior, Wisconsin) war ein US-amerikanischer Baseballspieler und -manager in der Major League Baseball. Sein Spitzname war Beauty.

## Biografie
Dave Bancroft stieß 1915 von Portland in der Pacific Coast League zu den Philadelphia Phillies und füllte dort die Lücke auf der Position des Shortstops aus, die Mickey Doolan hinterlassen hatte. Gleich in seinem ersten Jahr gewannen die Phillies mit dem exzellenten Feldspieler die Meisterschaft in der National League. In den World Series unterlagen sie den Boston Red Sox deutlich in fünf Spielen. Zwei weitere zweite Plätze sollten in der National League folgen. Nach dieser Zeit verschwanden die Phillies im Keller der Liga, da ihr Besitzer viele gute Spieler gegen Bargeld verkaufte. 1920 war es auch für Bancroft so weit, er wurde an die New York Giants verkauft. Hier kehrte der Erfolg für ihn zurück, 1921 und 1922 konnten die New York Yankees in den World Series zweimal besiegt werden. 1923 reichte es erneut zur Meisterschaft in der National League, aber in diesem Jahr konnten die Yankees ihren ersten Titelgewinn feiern. 1924 wechselte Bancroft zu den Boston Braves. Giants-Manager John McGraw ließ ihn nur ungern ziehen, tat es aber als Gefallen für Christy Mathewson, der Präsident der Braves war, und für Bancroft selbst, der auch den Managerposten des Teams übernahm. Von Boston wechselte Bancroft zurück nach New York zu den Brooklyn Dodgers, bevor er 1930 seine Karriere bei den Giants beendete.
Im Jahr 1971 wurde Bancroft durch das Veterans Committee in die Baseball Hall of Fame berufen.